# Ran Laurie
William George Ranald Mundell Laurie, detto Ran (Grantchester, 4 maggio 1915 – Hethersett, 19 settembre 1998), è stato un medico e canottiere inglese, vincitore di una medaglia d'oro ai giochi olimpici.
Il suo figlio più giovane è l'attore e scrittore Hugh Laurie.

## Carriera sportiva
Ran Laurie nacque a Grantchester, nel Cambridgeshire nel 1915. Membro del club di canottaggio Leander, Laurie iniziò la sua carriera sportiva alla Monkton Combe School, e continuò a praticare canottaggio quando si laureò al Selwyn College a Cambridge nel 1933.
Laurie ha remato per Cambridge nella regata Oxford-Cambridge nel 1934, 1935 e 1936, ed in questi anni vinse sempre Cambridge. Egli era in barca con Jack Wilson, il quale sarebbe diventato il suo compagno di canotaggio nella sua carriera sportiva. Ai Giochi della XI Olimpiade del 1936, remò come Stroke negli Otto Con per la Gran Bretagna, la squadra alla fine arrivò al quarto posto. Insieme, Laurie e Wilson, remando per il Leander Club, vinsero il Calice d'Argento alla Henley Royal Regatta del 1938.
Dopo che la guerra interruppe le loro carriere di canottaggio, Laurie e Wilson tornarono a Henley nel 1948, vincendo ancora una volta il Calice d'Argento. Questo fu seguito un mese dopo da una medaglia d'oro per i Due Senza ai Giochi della XIV Olimpiade del 1948 a Londra.

## Vita privata
Ran Laurie fu sposato con Patricia Laidlaw dal 1944 fino alla scomparsa di quest'ultima nel 1989 dovuta ad una malattia ai motoneuroni; entrambi erano membri della loro locale chiesa presbiteriana. Ebbero due figlie e due figli, il più giovane dei quali è l'attore e scrittore Hugh Laurie. Entrambi i figli seguirono le orme del padre, praticando canottaggio per il Selwyn College e l'Università di Cambridge. Ran Laurie sposò Mary Arbuthnott nel 1990 a Norfolk.
È morto di Parkinson nel 1998 all'età di ottantatré anni.